# Reprezentacja Antyli Holenderskich w piłce wodnej mężczyzn
Reprezentacja Antyli Holenderskich w piłce wodnej mężczyzn – zespół, biorący udział w imieniu Antyli Holenderskich w meczach i sportowych imprezach międzynarodowych w piłce wodnej, powoływany przez selekcjonera, w którym mogą występować wyłącznie zawodnicy posiadający obywatelstwo Antyli Holenderskich. Za jej funkcjonowanie odpowiedzialny był Związek Pływacki Antyli Holenderskich (NASW), który był członkiem Międzynarodowej Federacji Pływackiej. W październiku 2010 holenderskie terytorium autonomiczne zostało zlikwidowane.

## Historia
W 2010 reprezentacja Antyli Holenderskich rozegrała swój pierwszy oficjalny mecz na igrzyskach Ameryki Środkowej i Karaibów.

## Udział w turniejach międzynarodowych

### Igrzyska olimpijskie
Reprezentacja Antyli Holenderskich żadnego razu nie występowała na Igrzyskach Olimpijskich.

### Mistrzostwa świata
Dotychczas reprezentacji Antyli Holenderskich żadnego razu nie udało się awansować do finałów MŚ.

### Puchar świata
Antyle Holenderskie żadnego razu nie uczestniczyło w finałach Pucharu świata.

### Igrzyska Ameryki Środkowej i Karaibów
Drużynie Antyli Holenderskich jeden raz udało się zakwalifikować na Igrzyska Ameryki Środkowej i Karaibów. W 2010 zajęła 6. miejsce.